# Ohrfleckhörnchen
Das Ohrfleckhörnchen (Callosciurus adamsi) ist eine Hörnchenart aus der Gattung der Echten Schönhörnchen (Callosciurus). Sie kommt im Norden der Insel Borneo vor.

## Merkmale
Das Ohrfleckhörnchen erreicht eine Kopf-Rumpf-Länge von 15 bis 17 Zentimetern und ein Gewicht von etwa 150 Gramm. Der Schwanz erreicht eine Länge von etwa 15 bis 16 Zentimetern und ist damit etwa ebenso lang wie der Restkörper. Das Rückenfell der Tiere ist braun gefärbt. Die Unterseite ist matt rötlich, das Fell der Bauchseite besteht aus grauen Haaren mit roten Haarspitzen. Die Bauchseite wird von der Rückenseite durch eine weiße und eine darüberliegende dunkle Linie scharf abgetrennt. Es entspricht in seinem Aussehen sehr stark dem etwas größeren Bananenhörnchen (Callosciurus notatus) und ist von diesem vor allem durch einen sandfarbenen Fleck hinter dem Ohr zu unterscheiden.

## Verbreitung
Das Ohrfleckhörnchen kommt im Norden der Insel Borneo in den malaiischen Provinzen Sabah und Sarawak sowie im Sultanat Brunei vor.

## Lebensweise
Über die Lebensweise des Ohrfleckhörnchens liegen nur sehr wenige Daten und Beobachtungen vor. Als Lebensraum nutzt es vor allem die Wälder aus Beständen der Zweiflügelfruchtbäume im Flach- und Bergland, allerdings vor allem unterhalb der Verbreitungsgrenze des Borneo-Schwarzbindenhörnchens (Callosciurus orestes) und regional, vor allem in Sarawak, bis in Höhen von 900 Metern. Die Art ist wie alle anderen Arten der Gattung primär baumlebend (arboricol). Sie ernährt sich wahrscheinlich ebenfalls vor allem von Pflanzen, seltener auch von Insekten.

## Systematik
Das Ohrfleckhörnchen wird als eigenständige Art innerhalb der Gattung der Echten Schönhörnchen (Callosciurus) eingeordnet, die aus 15 Arten besteht. Die wissenschaftliche Erstbeschreibung stammt von Cecil Boden Kloss aus dem Jahr 1921, der die Art vom Sungai Baram in der malaiischen Provinz Sarawak beschrieb. Kloss benannte die Art nach dem district officer von Baram, C.W. Adam, und kam damit dem Wunsch des Sammlers und Kloss Vorgesetzten im Raffles Museum in Singapur, John Coney Moulton, nach, der sich mit der Benennung für die Hilfe Adams bei der Expedition in Sarawak bedanken wollte.
Innerhalb der Art werden neben der Nominatform keine weiteren Unterarten unterschieden.

## Status, Bedrohung und Schutz
Das Ohrfleckhörnchen wird von der International Union for Conservation of Nature and Natural Resources (IUCN) als gefährdet (Vulnerable) eingeordnet. Die Art kommt fast ausschließlich in Flachlandwäldern vor, in denen die Forstaktivität und Waldrodung sehr groß ist, in den umgewandelten Lebensräumen kann die Art nicht existieren. Nach Angaben der IUCN wurden in den letzten 10 Jahren mehr als 30 % der Wälder im Verbreitungsgebiet der Art gerodet und es wird angenommen, dass im nächsten Jahrzehnt weitere 40 % des jetzt noch vorhandenen Lebensraumes verschwinden und in Plantagen umgewandelt werden.

## Belege
1. 1 2 3 4  Richard W. Thorington Jr., John L. Koprowski, Michael A. Steele: Squirrels of the World. Johns Hopkins University Press, Baltimore MD 2012, ISBN 978-1-4214-0469-1, S. 134–135.
2. 1 2 3  Callosciurus adamsi In: Don E. Wilson, DeeAnn M. Reeder (Hrsg.): Mammal Species of the World. A taxonomic and geographic Reference. 2 Bände. 3. Auflage. Johns Hopkins University Press, Baltimore MD 2005, ISBN 0-8018-8221-4.
3. ↑  Bo Beolens, Michael Grayson, Michael Watkins: The Eponym Dictionary of Mammals. Johns Hopkins University Press, 2009; S. 3; ISBN 978-0-8018-9304-9.
4. 1 2  Callosciurus adamsi in der Roten Liste gefährdeter Arten der IUCN 2014.2. Eingestellt von: J.W. Duckworth, E. Meijaard, 2008. Abgerufen am 25. Oktober 2014.